# Paulina Goto
Paulina Gómez Torres (Monterrey, Nuevo León, 29 de julio de 1991), más conocida como Paulina Goto, es una actriz, cantante, y compositora mexicana. Goto saltó a la fama por sus personajes en series como Miss XV, Madre solo hay dos y en la telenovela juvenil Mi corazón es tuyo.   En la música, sacó un disco como cantante solista en 2010 y después formó parte del grupo EME 15. En 2025 lanzó su segundo álbum Natural bajo el sello de Empire Distribution.

## Biografía

### Inicios
Paulina Goto nació en Monterrey, Nuevo León, México. Es hija de Alicia Torres y Eduardo Gómez. Durante su infancia y adolescencia vivió en Monterrey y Tampico, culminó sus estudios de bachillerato en The American School of Tampico en Tampico. Durante su niñez se dedicó principalmente a la gimnasia rítmica, lo que la llevó a participar en varias competencias, tanto nacionales como internacionales, en las cuales sobresalía por obtener siempre los primeros lugares.
Goto se matriculó como actriz en el Centro de Educación Artística en la Ciudad de México. También cuenta con estudios en el Stella Adler Studio of Acting y la American Academy of Dramatic Arts de Nueva York, Estados Unidos. 

### 2008-2010:Primeros años y debut
Su primera participación en televisión fue en 2008 en el programa de televisión, Roomies. A los 17 años, se mudó a la Ciudad de México, después de ser aceptada en el Centro de Educación Artística, taller de capacitación actoral de Televisa. En 2009, fue descubierta por el productor Pedro Damián, conocido por su éxito con el grupo musical, RBD,  quien la invitó a protagonizar Niña de mi corazón junto a Erick Elías, adaptación de la telenovela juvenil de 1997, Mi pequeña traviesa. estrenándose en televisión el 4 de marzo de 2010. En ese mismo año, Goto firmó su primer contrato discográfico con el sello de Sony Music, y lanzando así su álbum debut con el primer sencillo Mío, bajo la producción de Carlos Lara.  A finales de 2010, grabó la canción «La vida es un cuento de hadas real» para la película animada, Barbie: A Fashion Fairytale y participó como telonera en la gira Extranjera On Tour de la cantante Dulce María en Brasil. Ese mismo año, hizo su primera aparición en cine con la película Borrar de la memoria, como una invitación del Centro de Educación Artística de Televisa.

### 2011-2014:Miss XV,Eme 15,Greasey reconocimiento internacional
En 2011, protagonizó la obra de teatro El Knack con Alfonso Dosal, José Ángel Bichir y Arturo Islas, bajo la dirección de Odiseo Bichir. Ese mismo año, se confirmó que había sido elegida para interpretar el personaje de Valentina Contreras de los Montores en la serie original de Nickelodeon, Miss XV, basada en la telenovela de 1987, Quinceañera, estrenándose el 16 de abril de 2012 por Nickelodeon en América Latina y Europa con altos índices de audiencia. Al mismo tiempo se formó el grupo musical Eme 15, integrado por los seis actores principales de la serie, incluyendo a Goto, quien fue parte del grupo hasta su separación en 2014. En dicha agrupación se grabaría un álbum de estudio y un álbum en vivo bajo el sello de Warner Music y Nickelodeon Records.  El 26 de abril de 2012, lanzaron su primer sencillo, «Wonderland», grabando el video musical en Xilitla, San Luis Potosí, México. El álbum debutó en la segunda posición de los México Top 100 Álbum el 1 de julio de 2012. Su álbum debut fue certificado oro en Argentina, según la Cámara Argentina de Productores de Fonogramas y Videogramas, por ventas de 30 000 y certificación de platino en México por ventas de 60 000 o más unidades.
En agosto de 2013 protagonizó la obra musical, Vaselina, la versión en español de Grease, interpretando a Sandy. Goto fue elegida a través de la audición que realizaron los productores de la obra de teatro. El musical se estrenó el 17 de octubre de 2013.  Un año más tarde, en 2014, continuó en la televisión con la telenovela Mi corazón es tuyo, creada por Ana Obregón, inspirada en la serie de televisión española de TVE Ana y los siete, en 2002. Goto participó en la banda sonora y interpretó el tema Llévame despacio que actualmente cuenta con más de 23 millones de reproducciones en Spotify.  Dicha telenovela se estrenó por primera vez el 30 de junio de 2014 por Las Estrellas. Posteriormente, esta historia sería llevada también al teatro, realizando gira por la República Mexicana.  El 11 de noviembre de 2015, presentó la canción Mi corazón es un país.
En 2015, estelarizó el melodrama Un camino hacia el destino junto a Lisette Morelos y Jorge Aravena.  En dicha historia, interpretó el tema principal Mi camino eres tú. Ese mismo año, se trasladó a Miami, Florida, para ser jurado en el segmento Estrellas del Futuro del programa televisivo Sábado Gigante.

### 2017-2020:Crecimiento en el cine
En enero de 2017, fue conductora del reality show de talentos, Pequeños Gigantes USA, grabado en Miami, Florida, versión estadounidense del show mexicano del mismo nombre.  El programa se estrenó el 6 de febrero de 2017 por Univision. Ese mismo año, protagonizó en México la telenovela El vuelo de la Victoria, interpretando a Victoria Tonantzin; y trabajó en la cinta Le leyenda del diamante de Roberto Girault.  A inicios del 2018 participa en la puesta en escena Dios mío, hazme viuda por favor al lado de Rebeca Jones, Helena Rojo, Ivonne Montero y  Sherlyn, con gira en la República Mexicana y Estados Unidos; y en la cinta Yo soy Pepito de Joaquín Rodríguez.  Además, en octubre de ese año regresa formalmente a la escena musical con las canciones Tú sigue, y ¿Quién?. 
Durante 2019, protagonizó el melodrama Vencer el miedo, donde interpreta Rompe, tema principal de la telenovela y por el cual recibe su primer premio como compositora por "mejor tema de telenovela" junto a Marcela de la Garza y Pablo Dazán; y lanza el tema Hasta la vista.  En 2020 presentó la cinta Veinteañera, Divorciada y Fantástica, su primer protagónico en cine, convirtiéndose en la película mexicana con más fines de semana en primer lugar en taquilla en México, dejando atrás a ‘No se aceptan devoluciones’  y siendo la película con más reproducciones en streaming de ese año. La canción Golpe Avisa, interpretada por Goto, forma parte de la banda sonora de la película.   Ese mismo año participa en el filme Diosa del Asfalto, la cual tuvo varias nominaciones al premio Ariel en 2022,  del director galardonado Julián Hernández. En abril de 2020, durante el confinamiento causado por el COVID-19, lanza la canción Capricornio que se desprende del EP titulado Abbey Road Sessions, grabado en los icónicos estudios ubicados en Londres. Ese mismo año lanzó el tema Menos de un minuto, con la colaboración del cantautor colombiano Christian Vélez, además de la canción Siempre Contigo, dedicada a su padre, y el tema Noche Buena, en colaboración con el cantante Pablo Dazan.

### 2021-presente:Madre sólo hay dos y regreso al teatro musical
En 2021, protagonizó la exitosa serie original de Netflix, Madre sólo hay dos, al lado de Ludwika Paleta. Dicha serie contó con tres temporadas, siendo la más vista en Latinoamérica y top 10 durante varias semanas dentro de la plataforma. Los temas Lero Lero, Té de Limón, y Que Pase y ya, fueron incluidos como parte de la banda sonora oficial de este proyecto. Además incursiona en el doblaje con el personaje de Pipp Petals en la cinta My Little Pony: Nueva Generación, al lado de Belinda y Vadhir Derbéz.  En noviembre del 2021, inicia las grabaciones de la película mexicana Bendita Suegra,  del director Beto Gómez. Ese año lanza el tema Quedito a dueto con el cantante Caztro; además de Toda Todita junto a María Bernal y Lucía Covarrubias, como una invitación a las mujeres para aceptarse y amarse; y el tema Navidad, Navidad, para cerrar el año.
Para 2022, Paulina vuelve a los escenarios teatrales con el musical Ghost: La sombra del amor, protagonizando la historia en el papel de Molly.  El musical basado en el exitoso filme de 1990, se estrenó en marzo de ese año.
La cantante sigue distribuyendo canciones en plataformas de manera independiente como parte de su próxima producción musical, tales como Me Enamoré, Antagonista, Miss XV x 2 y Nuestro amor es arte. Actualmente, el contenido en su canal de YouTube ha alcanzado más de 58 millones de reproducciones.  Entre las canciones destacadas, resalta Que Pase Y Ya, además de Te Voy a Extrañar  tema principal de la telenovela Vencer la Ausencia.   En 2022 vuelve a grabar su éxito "Llévame Despacio", esta vez a dueto con Noel Schajris.  En 2023 estrena la película "Bendita Suegra" es protagonista de la cinta "Entra en mi vida" de José Manuel Cravioto con Pirexia Films y Wild Sheep Content.   Y la cinta "Tu madre o la mía"  en España de Chuz Gutiérrez, de FT Media.

## Vida privada
En 2023 se casó con el empresario mexicano Rodrigo Saval en México.

## Filmografía

### Telenovelas
| Año       | Título                     | Papel                               | Ref.    |
| --------- | -------------------------- | ----------------------------------- | ------- |
| 2008-2009 | Roomies                    | Ella misma                          | [ 10 ]  |
| 2010      | Niña de mi corazón         | Andrea Paz                          | [ 13 ]  |
| 2012      | Miss XV                    | Valentina Contreras de los Monteros | [ 25 ]  |
| 2014-2015 | Mi corazón es tuyo         | Estefanía "Fanny" Lascurain Diez    | [ 4 ]   |
| 2016      | Un camino hacia el destino | Luisa Fernanda Peréz Altamirano     | [ 45 ]  |
| 2017      | El vuelo de la Victoria    | Victoria Tonantzin                  | [ 52 ]  |
| 2020      | Vencer el miedo            | Marcela Durán Bracho                | [ 97 ]  |
| 2021-2022 | Madre solo hay dos         | Mariana                             | [ 99 ]  |
| 2021      | Vencer el desamor          | Marcela Durán Bracho                | [ 100 ] |

### Cine
| Año  | Película                            | Personaje             | Ref.    |
| ---- | ----------------------------------- | --------------------- | ------- |
| 2010 | Borrar de la memoria                | Compañera de Diana #2 | [ 22 ]  |
| 2017 | La leyenda del diamante             | Camila                | [ 53 ]  |
| 2018 | Yo soy Pepito                       | Lucía                 | [ 101 ] |
| 2020 | Veinteañera divorciada y fantástica | Regina                | [ 64 ]  |
| 2021 | My Little Pony: Nueva Generación    | Pipp Petals           | [ 77 ]  |
| 2023 | Bendita suegra                      | Andrea                | [ 102 ] |
| 2024 | Entra en mi vida                    | Eugenia               | [ 103 ] |
| 2024 | Tu madre o la mía                   | Regina                | [ 104 ] |

### Teatro
| Año       | Obra de teatro                  | Personaje                        | Ref.   |
| --------- | ------------------------------- | -------------------------------- | ------ |
| 2011      | El Knack                        | Nancy Jones                      | [ 23 ] |
| 2013      | Vaselina                        | Sandy                            | [ 35 ] |
| 2014-2015 | Mi corazón es tuyo              | Estefanía "Fanny" Lascuráin Diez | [ 43 ] |
| 2018      | Dios mío, hazme viuda por favor | Silene                           | [ 55 ] |
| 2022      | Ghost, el musical               | Molly                            | [ 82 ] |

## Discografía
Como solista
Álbumes de estudio
- 2010: Paulina Goto
- 2025: Natural

Sencillos
- 2010: Mío[105]
- 2015: Llévame Despacio[106]
- 2017: Creo en tu amor[107]
- 2018: Tú sigue[57]
- 2018: Quién[58]
- 2019: Hasta la vista[62]
- 2019: Rompe[60]
- 2020: Golpe Avisa[65]
- 2020: Capricornio[68]
- 2020: Quiero
- 2020: Here comes the sun[69]
- 2020: Lero lero
- 2020: Siempre contigo[71]
- 2020: Noche buena[72]
- 2021: Me enamoré[84]
- 2021: Quedito [80]
- 2021: Toda todita [81]
- 2021: Nuestro amor es arte[87]
- 2021: Miss XV x 2[86]
- 2021: Libélulas
- 2021: Antagonísta[85]
- 2021: Navidad, Navidad
- 2022: Té de limón
- 2022: Que Pase y Ya
- 2022: Te voy a extrañar
- 2022: Llévame Despacio con Noel Schajris

Con Eme 15
- 2012: EME15
- 2013: Wonderland-Zona Preferente

## Canciones para telenovelas
| Telenovela                 | Canción               | Años | País   |
| -------------------------- | --------------------- | ---- | ------ |
| Mi corazón es tuyo         | Llevame despacio      | 2014 | México |
| Un camino hacia el destino | Un camino a donde voy | 2016 | México |
| El Vuelo de la Victoria    | Nesecito a alguien    | 2017 | México |
| Vencer el miedo            | Rompe                 | 2020 | México |
| Vencer la ausencia         | Te voy a extrañar     | 2022 | México |

## Giras musicales
Como solista
- 2010-2011: Pauina Goto Tour

Con Eme 15
- 2012—2014: Wonderland Tour

## Premios y nominaciones
| Año  | Premio                       | Categoría                | Trabajo nominado                                   | Resultado | ref.             |
| ---- | ---------------------------- | ------------------------ | -------------------------------------------------- | --------- | ---------------- |
| 2012 | Kids Choice Awards Argentina | Actriz Favorita          | Miss XV                                            | Nominada  | [cita requerida] |
| 2013 | Meus Prêmios Nick            | Actriz Favorita          | Miss XV                                            | Nominada  | [cita requerida] |
| 2012 | Kids Choice Awards México    | Actriz Favorita          | Miss XV                                            | Ganadora  | [cita requerida] |
| 2015 | Kids Choice Awards México    | Actriz Favorita          | Mi corazón es tuyo                                 | Ganadora  | [ 108 ]          |
| 2016 | Kids Choice Awards México    | Actriz Favorita          | Un camino hacia el destino                         | Nominada  | [ 109 ]          |
| 2011 | Premios People en Español    | Revelación del Año       | Niña de mi corazón                                 | Nominada  | [cita requerida] |
| 2015 | Premios Juventud             | Mi protagonista favorita | Mi corazón es tuyo                                 | Nominada  | [cita requerida] |
| 2010 | Premios TVyNovelas           | Lanzamiento Femenino     | Niña de mi corazón                                 | Ganadora  | [cita requerida] |
| 2011 | Premios TVyNovelas           | Mejor actriz juvenil     | Niña de mi corazón                                 | Ganadora  | [cita requerida] |
| 2015 | Premios TVyNovelas           | Mejor actriz juvenil     | Mi corazón es tuyo                                 | Ganadora  | [cita requerida] |
| 2017 | Premios TVyNovelas           | Mejor tema musical       | «El camino donde voy» (Un camino hacia el destino) | Nominada  | [cita requerida] |
| 2020 | Premios TVyNovelas           | Mejor tema musical       | «Rompe» (Vencer el miedo)                          | Ganadora  | [cita requerida] |
| 2020 | Premios TVyNovelas           | Mejor actriz protagónica | Vencer el miedo                                    | Nominada  | [cita requerida] |